# Suchań (gmina)
Suchań est une gmina mixte du powiat de Stargard, Poméranie occidentale, dans le nord-ouest de la Pologne. Son siège est la ville de Suchań, qui se situe environ 21 km à l'est de Stargard Szczeciński et 52 km à l'est de la capitale régionale Szczecin.
La gmina couvre une superficie de 132,8 km2 pour une population de 4 335 habitants en 2016.

## Géographie
Outre la ville de Suchań, la gmina inclut les villages de Brudzewice, Ininy, Kolonia Brudzewice, Kolonia Zaolzie, Modrzewo, Nosowo, Podłęcze, Sadłowo, Słodkówko, Słodkowo, Suchanki, Suchanówko, Tarnowo, Wapnica, Zastawie et Żukowo.
La gmina borde les gminy de Choszczno, Dobrzany, Dolice, Marianowo, Recz et Stargard Szczeciński.